# Hurricane (Bob Dylan)
Hurricane è un singolo del cantautore statunitense Bob Dylan, pubblicato nel 1976 come estratto dall'album Desire.

## Descrizione
Hurricane è stata scritta a quattro mani con Jacques Levy e inserita come traccia di apertura dell'album Desire, di cui è la canzone più conosciuta. La versione pubblicata in singolo è suddivisa sulle due facce del 45 giri, con i titoli Hurricane (Part I) e Hurricane (Part II).
La prima versione della canzone è stata registrata il 30 luglio 1975, ma per evitare denunce da parte dei diretti interessati (citati per nome e cognome nel testo), gli avvocati della Columbia Records convinsero Dylan a registrare una seconda versione (quella presente nell'album) con il testo modificato in modo da non citare direttamente i nomi delle persone coinvolte.
Hurricane è una canzone di protesta: il pugile Rubin “Hurricane” Carter fu condannato ingiustamente per un triplice omicidio avvenuto a seguito di una sparatoria al Lafayett Bar il 17 giugno 1966, nel New Jersey. Sarebbe poi stato scarcerato solo nel 1985, quando il giudice della Corte Federale Haddon Lee Sarokin sentenziò che non aveva avuto un processo equo, affermando che l'accusa era "basata su motivazioni razziali". Il 26 febbraio 1988 caddero definitivamente tutte le accuse. Dylan venne a conoscenza della storia di Carter leggendo la sua autobiografia, The Sixteenth Round (1974), che Carter stesso gli aveva inviato, conscio del suo precedente impegno per i diritti civili.
Durante il tour del 1975, la Rolling Thunder Revue tenne un concerto di beneficenza per Carter al Madison Square Garden (ultima data del tour). L'anno seguente ne fecero un altro al Reliant Astronome di Houston. Dylan incontrò Carter il 5 dicembre 1975 e fece un concerto alla Clinton State Prison in cui Carter salì sul palcoscenico per indurre la stampa a parlare del suo caso. Tra i presenti c'erano dei giornalisti di People che scrissero un articolo su Dylan e Carter nel numero uscito il 22 dicembre di quell'anno stesso, il 1975.

## Tracce
1. Hurricane (part I) – 3:45
2. Hurricane (part II) – 4:57